# André Zaoui (physicien)
André Zaoui est un physicien français en mécanique des matériaux, né le 8 juin 1941. Il est membre correspondant de l’Académie des sciences et membre de l’Académie des technologies.

## Biographie
Ingénieur civil de l’École des mines de Paris (1963), maître ès sciences physiques et mathématiques à la Faculté des sciences de Paris (1965), docteur d’État ès sciences physiques à la Faculté des sciences de Paris (1970), il a été chercheur CNRS à l’École polytechnique (1964-1972), Professeur de Mécanique à l’université Paris-XIII (1972-89), directeur de recherche au CNRS à l’École polytechnique (1990-2006) puis à l’ENSAM Paris (2007-2009) et professeur de mécanique à l’École polytechnique (1990-2004). Il a également enseigné dans d’autres établissements d’enseignement supérieur (université Pierre-et-Marie-Curie, École des mines de Paris, École nationale des ponts et chaussées, École nationale supérieure de techniques avancées, École centrale Paris).

## Travaux scientifiques
Les travaux scientifiques d’André Zaoui recouvrent les domaines de la recherche, de la formation et de l’animation de recherches collectives. Ils sont placés sous le signe du passage du microscopique au macroscopique en mécanique des matériaux, au carrefour de la mécanique des milieux continus et de la science des matériaux.
Ses travaux de recherche ont été consacrés à l’investigation des relations entre la microstructure des matériaux à méso-échelle (échelle des grains de polycristaux, des inclusions ou des fibres dans des composites, des domaines de phase dans des matériaux multiphasés…) et leur comportement mécanique macroscopique, tant en déformation qu’en endommagement. Dans ce cadre, ses contributions portent sur la conception, le développement et l’utilisation d’outils théoriques, méthodologiques et expérimentaux pour relier les échelles microscopique et macroscopique en mécanique des matériaux.
Il a d’abord (1964-72) étudié la viscoplasticité des métaux, mettant notamment à jour et interprétant le phénomène d’« hésitation au fluage »: dans ce but, il a contribué au développement des modèles de passage du monocristal au polycristal en élasto(visco)plasticité en proposant une critique de modèles antérieurs et une formulation sécante du modèle autocohérent pour les comportements non-linéaires,.
Il a ensuite (1972-90) développé une approche mécanicienne de la plasticité cristalline : caractérisation et représentation de l’écrouissage latent, pour différentes classes de monocristaux, prédiction de son rôle dans l’écrouissage des polycristaux, la formation des textures cristallographiques et le déclenchement d’instabilités plastiques en grandes déformations (bandes de cisaillement…) ; analyse de l’influence mécanique des joints de grains,, jonctions triples et glissement intergranulaire sur la plasticité des multicristaux et polycristaux.
Depuis 1990, il a apporté différentes contributions à la micromécanique des matériaux hétérogènes et composites :
- prise en compte de la morphologie et de la distribution spatiale des phases selon une approche par « motifs morphologiques représentatifs » et établissement sur cette base de nouveaux encadrements et de nouvelles estimations, pour le comportement global en élasticité ; modélisation d’effets de taille et d’empilement dans les composites particulaires ; extension aux comportements héréditaires et non linéaires, ;
- proposition de la « formulation affine »,, pour l’homogénéisation non-linéaire des comportements héréditaires et non-héréditaires et évaluation comparée de différentes méthodes de linéarisation, ;
- analyse des champs locaux par caractérisation expérimentale et simulation numérique à méso-échelle (« mésoscope numérique ») et proposition d’une méthodologie d’identification des comportements intracristallins à partir de l’étude de la réponse locale de polycristaux.
Cette activité de recherche s’est accompagnée d’une activité de formation à plusieurs niveaux dans le même domaine scientifique : mise en place et direction (1973-1980) d’une formation universitaire d’ingénieurs en matériaux, reconnue par la Commission des Titres d’Ingénieur ; mise en place et direction (1985-93) du DEA « Mécanique et Matériaux », fédérant une université et cinq grandes écoles franciliennes ; création et direction (1991-2001) de la Majeure de Mécanique puis d’un master en innovation technologique (2001-2004) à l’École polytechnique.
Recherche et formation ont eu des prolongements dans l’animation de recherches collectives : direction ou codirection de laboratoires (Laboratoire CNRS des Propriétés mécaniques et Thermodynamiques des Matériaux à l’université Paris-XIII de 1981 à 1989, Laboratoire de mécanique des solides à l’École polytechnique de 1991 à 2000) ; création et direction de structures fédératives de recherche (Pôle FIRTECH Île-de-France de Mécanique et Matériaux de 1985 à 1993, Fédération francilienne de mécanique (matériaux, structures et procédés), CNRS, de 2003 à 2008) ; animation de recherches nationales (direction du Pôle national de recherche technologique en mécanique et matériaux de 1991 à 1995, charge de mission au CNRS de 1983 à 1989) et participation à des instances nationales de prospective et d’orientation de recherches dans différents domaines (matériaux, supersonique, aéronautique et espace, matériaux du nucléaire) ; organisation et présidence de colloques, écoles et congrès internationaux (colloque EUROMECH 183 en 1984, cours avancé au CISM en 1985, symposium IUTAM en 1995…) ; participation à des comités de lecture (Int. J. Plasticity, J.M.T.A, Eur. J. Mech. A/Solids, C.R. Mécanique), conseils d’administration et conseils scientifiques (ENPC, École centrale Paris, ENS Cachan, ENSMA, EDF, Arcelor, CEA-DAM) et instances d’évaluation (Commission nationale d’évaluation, Comité national de la recherche scientifique, Conseil national des universités, Agence nationale de la recherche, programmes européens « Science », comités scientifiques de laboratoires).

## Honneurs et distinctions
- Membre correspondant de l’Académie des sciences depuis 1990,
- Membre fondateur de l’Académie des technologies depuis 2000,
- Membre étranger associé de l’Académie Hassan-II des sciences et techniques depuis 2006,
- Grande Médaille de la SF2M (2002),
- lauréat de l’Académie des sciences (prix Trémont, 1982),
- Médaille de bronze du CNRS (1971),
- Chevalier de la Légion d'honneur (2003).